# Пескара дел Тронто
Пескара дел Тронто (итал. Pescara del Tronto) насеље је у Италији у округу Асколи Пичено, региону Марке.
Према процени из 2011. у насељу је живело 135 становника. Насеље се налази на надморској висини од 737 м.